# Frédéric Covili
Frédéric Covili (* 14. November 1975 in Moûtiers, Département Savoie) ist ein ehemaliger französischer Skirennläufer. In den ersten Jahren des 21. Jahrhunderts gehörte er zu den weltweit besten Läufern in der Disziplin Riesenslalom. Er siegte in zwei Weltcuprennen, war Gewinner der Riesenslalom-Weltcupwertung der Saison 2001/02 und Dritter bei den Weltmeisterschaften 2001.

## Biografie
Zum ersten Mal im internationalen Rampenlicht stand Covili bei den Juniorenweltmeisterschaften 1994 in Lake Placid, als er Erster im Slalom und in der Kombinationswertung sowie Dritter im Super-G wurde. Sein erstes Weltcuprennen bestritt er am 11. November 1995; beim Slalom in Beaver Creek wurde er auf Anhieb Neunter.
Doch während der nächsten fünf Jahre konnte Covili diese Leistungen nicht bestätigen. Erst im Dezember 2000 gelangen ihm wieder Platzierungen unter den ersten zehn. Bei den Skiweltmeisterschaften 2001 in St. Anton am Arlberg gewann er eher überraschend die Bronzemedaille im Riesenslalom, hinter dem Schweizer Michael von Grünigen und dem Norweger Kjetil André Aamodt, was auch überhaupt die erste Riesenslalom-Medaille für Frankreichs Herren bei einem Großereignis seit der Goldmedaille von Jean-Claude Killy 1968 in Grenoble und in Summe in der Riesenslalom-Bilanz bei Weltmeisterschaften der Sechste mit einem Medaillengewinn war (nebst Killy waren es zuvor François Bonlieu mit Silber 1954, Bronze 1958 und Gold 1964 – und Guy Périllat mit Gold 1966, Georges Mauduit mit Silber 1966 und James Couttet mit Bronze 1950 gewesen).
In der Saison 2001/02 erwies sich Covili als bester Riesenslalomläufer der Welt. Er erreichte bei Weltcuprennen zwei Siege und wurde dreimal Zweiter. Mit diesen Leistungen entschied er den Riesenslalom-Weltcup für sich, womit er erneut eine lange "Durststrecke" beendete, denn seit 1970/71 (Patrick Russel) hatte es in dieser Disziplin keiner der Herren der "Grande Nation" mehr geschafft, diese Wertung für sich zu entscheiden. Am Ende der Saison folgte noch der französische Meistertitel. Im Jahr 2003 erreichte er nochmals drei Podestplätze und wurde erneut Französischer Meister. 2002 nahm er auch an den Olympischen Winterspielen in Salt Lake City teil und belegte Rang 15 im Riesenslalom.
Im Dezember 2003 stürzte Covili im Riesenslalom auf der Gran Risa in Alta Badia schwer, erlitt einen Kreuzbandriss im linken Knie und musste die gesamte Saison pausieren. Knapp ein Jahr später passierte ihm kurz vor den Weltmeisterschaften dasselbe Missgeschick, dieses Mal im rechten Knie; erneut fiel er für den Rest der Saison aus. Danach konnte Covili nicht mehr an seine früheren Leistungen anzuknüpfen und erreichte selten Platzierungen in den Weltcup-Punkterängen. Am 21. Januar 2009 gab er seinen Rücktritt bekannt, nachdem er sein Saisonziel, die Qualifikation für die Weltmeisterschaften in Val-d’Isère, verpasst hatte. Bei seinem letzten Rennen elf Tage zuvor in Alta Badia war er auf Platz 34 gefahren.

## Erfolge

### Olympische Spiele
- Salt Lake City 2002: 15. Riesenslalom

### Weltmeisterschaften
- St. Anton 2001: 3. Riesenslalom
- St. Moritz 2003: 11. Riesenslalom

### Weltcupwertungen
Frédéric Covili gewann einmal die Disziplinenwertung im Riesenslalom.
| Saison  | Gesamt | Gesamt | Super-G | Super-G | Riesenslalom | Riesenslalom | Slalom | Slalom |
| Saison  | Platz  | Punkte | Platz   | Punkte  | Platz        | Punkte       | Platz  | Punkte |
| ------- | ------ | ------ | ------- | ------- | ------------ | ------------ | ------ | ------ |
| 1995/96 | 106.   | 29     | –       | –       | –            | –            | 38.    | 29     |
| 1996/97 | 123.   | 9      | –       | –       | 46.          | 9            | –      | –      |
| 1997/98 | 138.   | 3      | –       | –       | 54.          | 3            | –      | –      |
| 1999/00 | 100.   | 30     | –       | –       | 35.          | 30           | –      | –      |
| 2000/01 | 41.    | 188    | 48.     | 9       | 11.          | 179          | –      | –      |
| 2001/02 | 12.    | 471    | –       | –       | 1.           | 471          | –      | –      |
| 2002/03 | 30.    | 296    | –       | –       | 4.           | 296          | –      | –      |
| 2003/04 | 43.    | 190    | –       | –       | 7.           | 190          | –      | –      |
| 2004/05 | 74.    | 67     | –       | –       | 23.          | 67           | –      | –      |
| 2005/06 | 125.   | 13     | –       | –       | 42.          | 13           | –      | –      |
| 2006/07 | 130.   | 11     | –       | –       | 40.          | 11           | –      | –      |
| 2007/08 | 93.    | 44     | –       | –       | 33.          | 44           | –      | –      |

### Weltcupsiege
Covili errang 8 Podestplätze, davon 2 Siege:
| Datum             | Ort        | Land       | Disziplin    |
| ----------------- | ---------- | ---------- | ------------ |
| 28. Oktober 2001  | Sölden     | Österreich | Riesenslalom |
| 16. Dezember 2001 | Alta Badia | Italien    | Riesenslalom |

### Europacup
- Saison 1998/99: 5. Gesamtwertung, 4. Riesenslalom-Wertung
- 2 Podestplätze, davon 1 Sieg

### Juniorenweltmeisterschaften
- Monte Campione 1993: 26. Slalom, 42. Super-G
- Lake Placid 1994: 1. Slalom, 1. Kombination, 3. Super-G, 20. Riesenslalom

### Weitere Erfolge
- 2 französische Meistertitel (Riesenslalom 2002 und 2003)
- 8 Siege bei FIS-Rennen